# Ligne 8 du tramway d'Anvers (suppression en 2012)
Pour les articles homonymes, voir Ligne 8.
La ligne 8 du tramway d'Anvers est une ligne, supprimée en 2012, du tramway d'Anvers aux Pays-Bas.

## Histoire
État au 1er janvier 1950 : Anvers Groenplaats - Deurne Eksterlaar.
31 décembre 1978 : prolongement de la Groenplaats vers la Lambermontplaats par reprise de la navette 3 entre ces deux lieux.
1988 : déviation par le prémétro jusqu'à la Groenplaats pour quelques mois pour cause de travaux sur la Lange Leemstraat.
3 mai 2007 : prolongement de la Lambermontplaats vers la Bolivarplaats.
2 mai 2012 : terminus reporté de la Bolivarplaats à la Groenplaats pour cause de travaux sur la Nationalestraat.
31 août 2012 : suppression, section Deurne Eksterlaar - Anvers Groenplaats repris par la ligne 4.